# حلبه
حلبه (عربی: حلبة) نوعی چاشنی است که از تخم شنبلیله تهیه می‌شود و نوعی خوراکی سنتی یمنی است  که امروزه در میان فرهنگ‌ های دیگر هم محبوبیت دارد و اینکار بیشتر توسط یهودیان یمنی در اسرائیل انجام شد که آنرا به سایر اقوام معرفی کردند. مواد اولیه حلبه وقتی به آب اضافه می‌شود، وَر می‌آید و وقتی در کاسه هَم زده شود، بافتی لطیف و کف‌دار به خود می‌گیرد. حلبه جزء خوراکی‌های روزانه ساکنان یمن است و تقریباً هر روز در این کشور مصرف می‌شود. حلبه را می‌توان به تنهایی یا با سلته و فحسه خورد.